# Sergueï Markov
Pour les articles homonymes, voir Markov.
Sergueï Leonidovitch Markov (en russe : Сергей Леонидович Марков, 7 juillet 1878 (19 juillet dans le calendrier grégorien) dans le Gouvernement de Saint-Pétersbourg - 12 juin 1918 (25 juin dans le calendrier grégorien) dans la stanitsa Chabliïevskaïa du Kouban) est un général russe et un des meneurs de l’armée des volontaires, vétéran de la guerre russo-japonaise et de la Première Guerre mondiale. Chevalier des ordres de Saint-Georges, Saint-Vladimir, Sainte-Anne et Saint-Stanislas.

## Famille
Né dans une famille d’officier, noble héréditaire du gouvernement de Moscou. Son frère Léonid était sous-lieutenant du 86e régiment de Vilmanstrand et décéda de blessures reçues lors de la guerre russo-japonaise en 1904.
S. L. Markov était marié à la princesse Marianna Pavlovna, née Poutiatina (descendante de Mikhaïl Koutouzov, prince de Smolensk), et père de deux enfants : Léonid (né en 1907) et Mira (née en 1909).
En 1917, sa famille a quitté la Russie pour l'Angleterre où ils sont restés 2 ans. Puis, ils ont vécu en Belgique jusqu'en 1950, année où ils émigrèrent au Canada, dans la province de Québec, plus précisément dans la région de Québec. La princesse Marianna Poutiatina est enterrée au cimetière de Neuville, en banlieue de Québec entourée de quelques membres de sa famille.

## Éducation

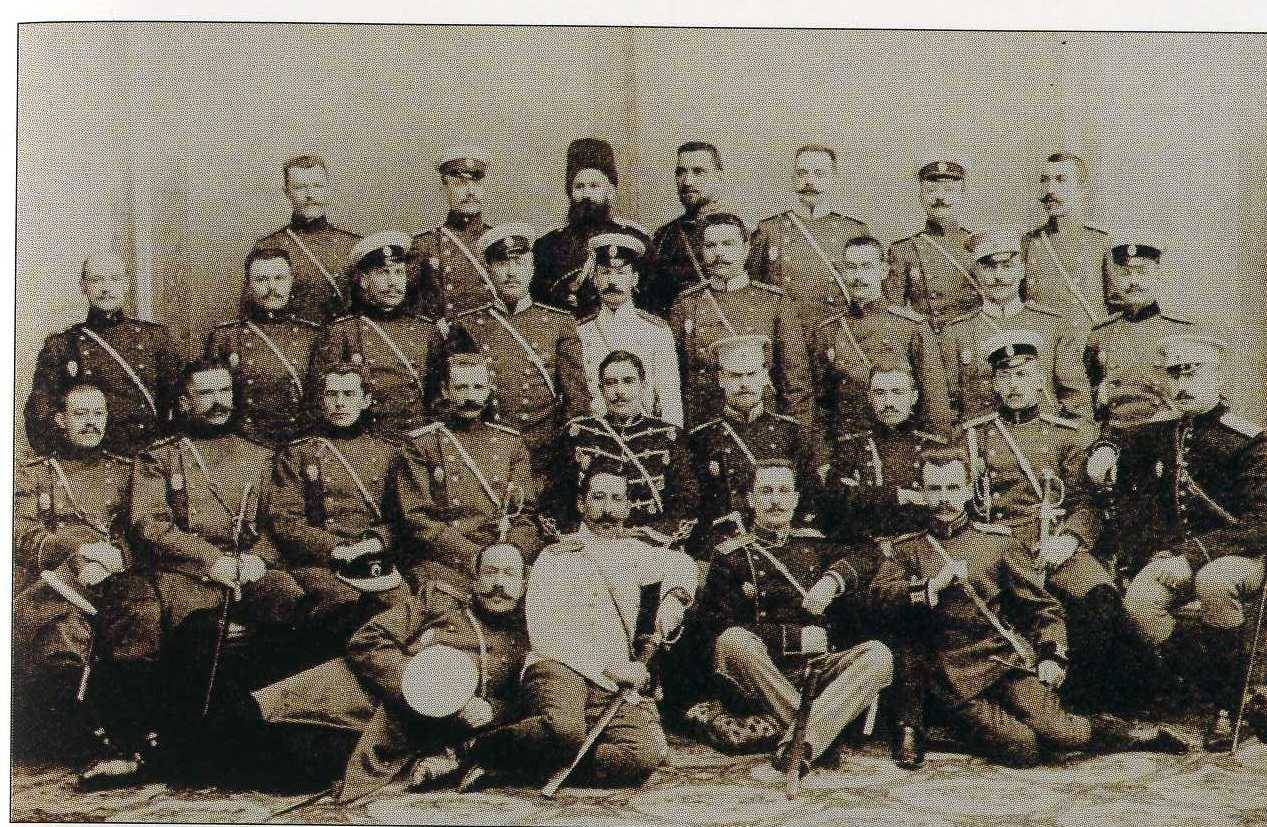
Officiers de l’académie d’état-major en extrême-orient, 1904, S. Markov est dans le second rang, 3e depuis la droite

Markov poursuivit ses études au 1er corps des cadets de Moscou (1895), à l’école d'artillerie Constantin (1898) puis à l’école militaire d'état-major Nicolas (1904).

## Début de service
En 1898-1901 (avant d’entrer à l’académie) il servit dans la 2e brigade d’artillerie de la garde. En 1898 comme sous-lieutenant, en 1902 comme lieutenant, en 1904 comme capitaine en second.

## La guerre russo-japonaise
Au sortir de l’académie d’état-major Markov demanda à être envoyé sur le front de la guerre russo-japonaise. À partir de juillet 1904 il servit dans la direction des communications militaires, en août il était aux ordres du général-quartier maître au sein du premier corps d’armée de Sibérie, en septembre il devient officier d’état-major de l’état-major du détachement oriental de l’armée de Mandchourie. En décembre 1904 il est fait aide-de-camp supérieur de l’état-major du premier corps d’armée de Sibérie, en août 1905 aide-de-camp supérieur du corps d’armée avec le rang de capitaine de l’état-major général. Pour ses services en temps de guerre il a été décoré de plusieurs ordres : Sainte Anne de 4e rang avec l’inscription « pour bravoure », Saint Stanislas de 3e rang avec épées, Sainte Anne de 3e rang avec épées et ruban, Saint Stanislas de 2e rang avec épées, Saint Vladimir de 4e rang avec épées et ruban.

## L’entre deux guerres
Après la guerre russo-japonaise il publie en 1911 la brochure « Encore une fois Sandepou » et un chapitre dans l’ouvrage collectif « la guerre russo-japonaise au travers des communications de l’académie d’état-major » (1906).
De 1911 à 1914 le lieutenant-colonel Markov enseigne la tactique, la géographie militaire et l’histoire de l’armée russe à l’école militaire d’état-major Nicolas à Saint-Pétersbourg et participe à la rédaction de plusieurs manuels.

## La Première Guerre mondiale
En 1914 Markov sert sous les ordres du général Dénikine dans la 4e brigade de fusiliers puis dans la « division de fer ». En avril 1916 il est nommé chef d’état-major de la 2e division cosaque du Caucase. En mai 1917 il est transféré à l’état-major général. Après l’affaire Kornilov il est arrêté et emprisonné à Berditchev et Bykhov en compagnie de Dénikine et d’autres.

## La guerre civile russe

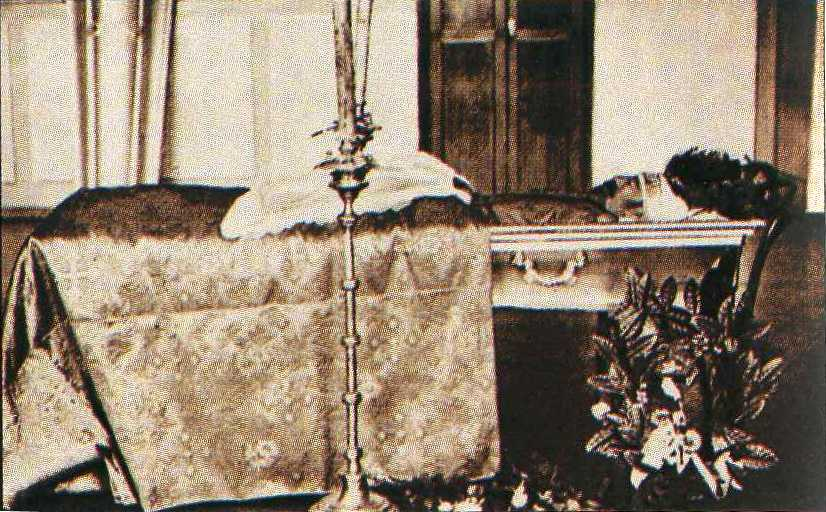
Cercueil du général Markov à Ekaterinodar en juin 1918

Après la fuite vers le Don le général Markov est l’un des fondateurs de l’armée des volontaires en novembre 1917. Il participe à la campagne de glace (mars 1918) et s’illustre par son audace qui permit entre autres de détruire un train blindé bolchévique.
Au début de la seconde campagne du Kouban il commande le premier régiment d’officiers mais est grièvement blessé lors de la prise de la stanitsa Chablievka en juin 1918. Il décède peu après à Metchiotinskaïa et son unité prend le nom de régiment Markov (par la suite le régiment devient une division, portant toujours en hommage le nom du général).

## Monument
Un monument à la mémoire du général Markov a été inauguré le 13 décembre 2003 à Salsk (ville de l’oblast de Rostov), premier monument à un chef des armées blanches érigé en Russie depuis la guerre civile.